# Marhof
Marhof är en tidigare kommun i Österrike. Den ligger i kommunen Stainz i förbundslandet Steiermark. Kommunen blev en del av Stainz i samband med kommunreformen i Steiermark 1 januari 2015.
Kommunen bestod av sex orter (Ortschaften) (inom parentes invånarantal 1 januari 2024):

- Angenofen (30)
- Rainbach (250)
- Sierling (209)
- Teufenbach (218)
- Trog (129)
- Wald in der Weststeiermark (249)